# کاوازاکی زد۶۵۰
کاوازاکی زد ۶۵۰ (معروف به کا زد ۶۵۰) یک موتورسیکلت خیابانی ژاپنی محصول کمپانی کاوازاکی که بین سال‌های ۱۹۷۶ تا ۱۹۸۳ تولید می‌شود. این محصول دارای یک انجین ۶۵۲ سی‌سی، چهار سیلندر، چهار زمانه، میل‌سوپاپ بالاسری، هوا خنک با قدرت ۶۴ اسب بخار بود. که در سرتاسر قاب با دو سوپاپ در هر سیلندر و یک گیربکس پنج سرعته قرار داشت. این مدل که به‌عنوان نسخهٔ متوسط وزن کاوازاکی زد۹۰۰ طراحی شده بود، «نسخه‌ای ضعیف‌شده از دم‌فرینگ سنتی کاوازاکی» داشت. در بازار با مدل کوچکتر میل‌سوپاپ بالاسری، هوندا سی‌بی۶۵۰ رقابت کرد. زد ۶۵۰ مظهر " موتورسیکلت ژاپنی جهانی " (UJM) بود.
در اواخر سال ۱۹۷۶ هنگامی که شش دستگاه با مشخصات ایالات متحده از کارخانه آکاشی به توزیع کننده بریتانیا در نزدیکی لندن، قبل از نمایشگاه موتور سیکلت لندن، به صورت هوایی ارسال شد، اولین بار منتشر شد. دوچرخه‌ها مونتاژ شده و توسط حمل‌ونقل مسابقه جاده‌ای کاوازاکی بریتانیا به ادینبورگ، اسکاتلند ارسال شد تا توسط ۳۰ روزنامه‌نگار اروپایی مونتاژ شده آزمایش شوند.

## توسعه مدل
رهبر پروژه زد ۶۵۰ بن اینامورا بود که موتور را طراحی کرد. زد ۶۵۰ در تاریخ هفت ساله خود دستخوش تغییراتی شد که به شرح زیر است:

### ۱۹۷۷ زد ۶۵۰/کا زد ۶۵۰

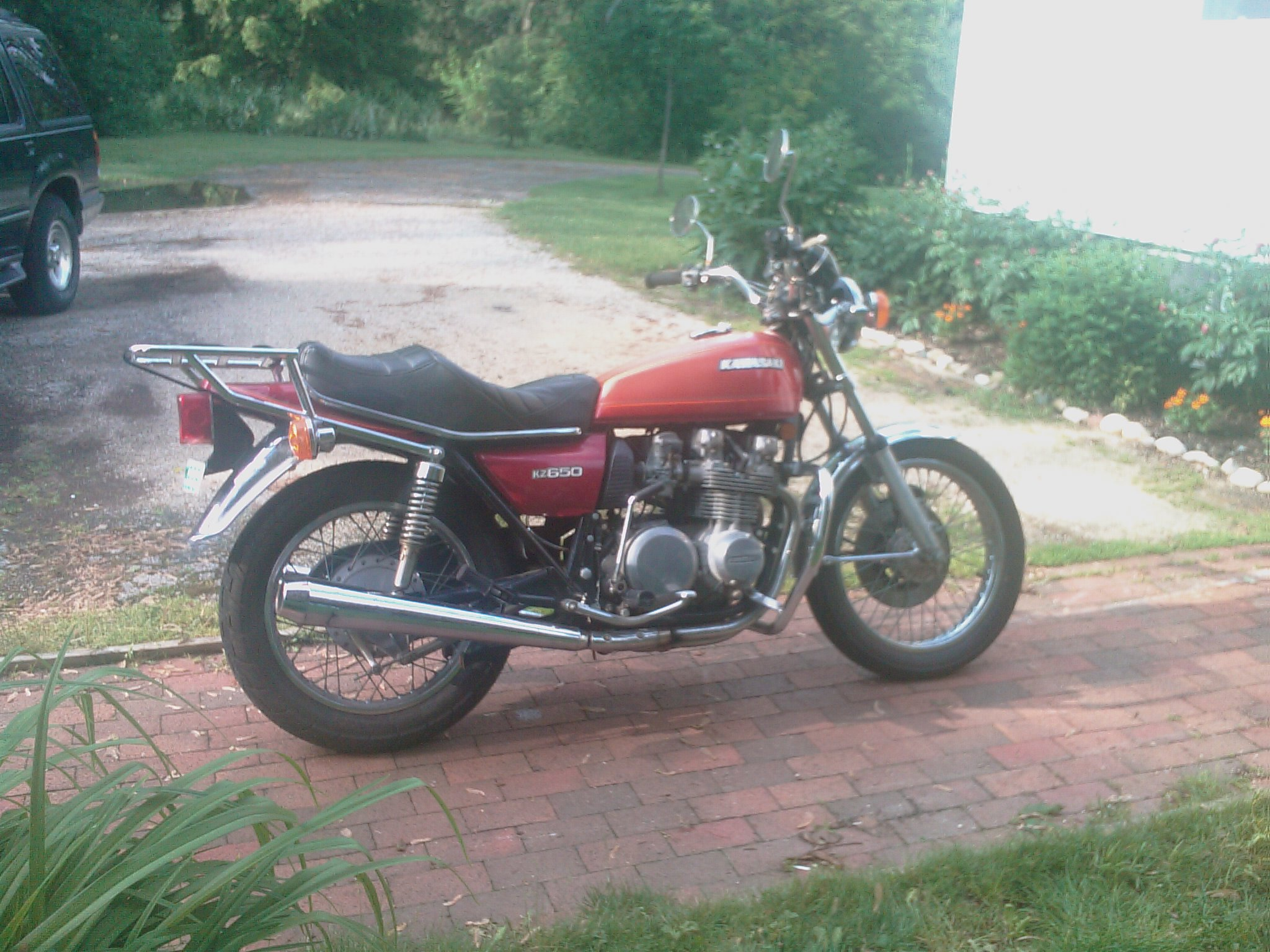
کا زد ۶۵۰ ۱۹۷۷ با صندلی پس از فروش، چرخ‌های سیمی و ترمز عقب درام

این اولین زد ۶۵۰ دارای یک ۲۷۵ تک جلو بود ترمز دیسکی میلی‌متری و ۲۵۰ درام عقب میلی‌متری اگرچه موتور زد ۶۵۰ بر اساس ۹۰۰ سانتی‌متر مکعب (۵۵ اینچ مکعب) بود چندین تفاوت وجود داشت: ۶۵۰ از یک میل لنگ یاتاقان ساده با درایو اولیه زنجیره ای‌های وو (یا «مورس») به جای درایو دنده استفاده می‌کرد که نیاز به نصب یک محور سوم (واسطه) در گیربکس برای به حرکت درآوردن ورودی داشت. سمت کلاچ یکی دیگر از انحرافات از طراحی موتور زد وان استفاده از روش شیم زیر سطل برای تنظیم فاصله سوپاپ‌ها بود. (طراحی موتور زد وان با شیم بیش از سطل باعث بروز مشکلاتی شد، زمانی که میل بادامک آن شیلنگ‌ها را از موقعیت خارج کردند و در نتیجه آسیب دیدند).

### ۱۹۷۸ زد ۶۵۰/ کا زد ۶۵۰
کالیپر ترمز جلو در قسمت عقب شاخک قرار گرفت و شکل مخزن سیلندر اصلی جلو تغییر کرد. یک سوئیچ خطر اضافه شد. یاتاقان‌های غلتکی سوزنی به جای بوش‌های ساده قبلی روی بازو سوار می‌شدند. برای بهبود عملکرد سرعت پایین، تغییراتی در تنظیم کربوهیدرات‌ها انجام شد. شیر سوخت کار دستی با یک واحد دیافراگم اتوماتیک جایگزین شد. یک ترمز دیسکی عقب جایگزین درام قبلی شد.

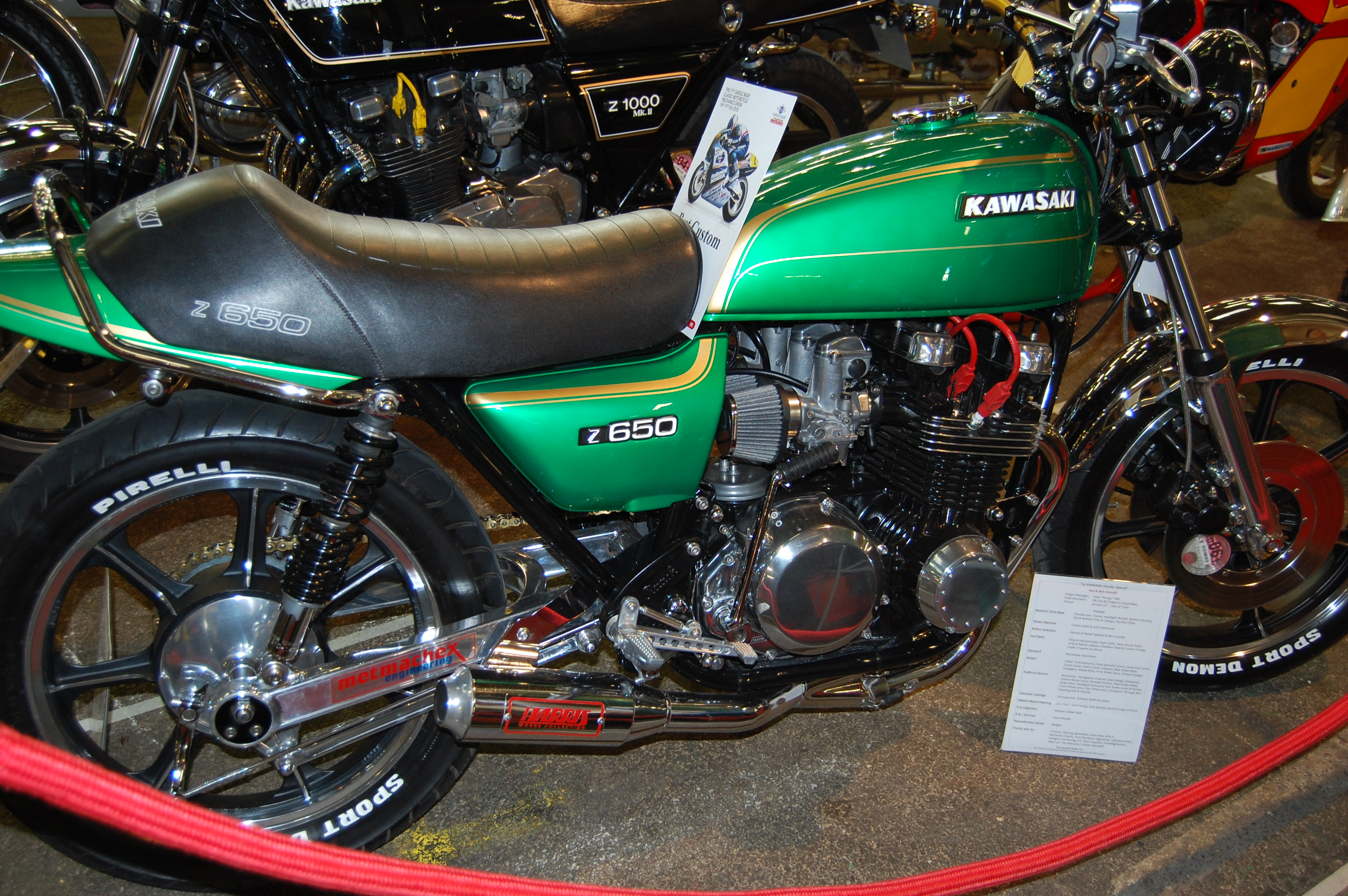
زد ۶۵۰ سفارشی

### ۱۹۷۹ زد ۶۵۰/کا زد ۶۵۰
این مدل دارای یک کشش زنجیر بادامکی خودتنظیم (به جای تنظیم دستی) بود. برای مدل‌های فقط ایالات متحده، یک سیستم تزریق هوا برای کاهش انتشار گازهای گلخانه‌ای تعبیه شده‌است. این مدل اولین کاوازاکی بود که از لنت‌های دیسکی متخلخل و دیسک‌های ترمز دریل شده برای بهبود ترمز در هوای خیس استفاده کرد. یک نسخه مشتق شده، کا زد ۶۵۰SR دارای " طراحی چاپر " با چرخ عقب چاق ۱۶ اینچی بود.
یک زنجیر زمان‌بندی نوع‌های وو جایگزین زنجیر غلتکی قبلی شده‌است. مدل «ال تی دی» تنها با یک ترمز دیسکی جلو و یک ترمز درام در قسمت عقب در دسترس قرار گرفت.

### ۱۹۸۱ زد ۶۵۰/ کا زد ۶۵۰
احتراق الکترونیکی (به جای نقاط) معرفی شد. قسمت جلویی 750E به معنای تغییر در ترمزها، چرخ جلو و ساعت پیوند شده‌است.. کیک استارتر برداشته شد و یک ریل دستگیره مسافر نصب شد. کربوهیدرات‌های بزرگ‌تر ۳۲ میلی‌متری Mikuni CV تعبیه شده‌اند که اجازه می‌دهد خط قرمز از ۹۰۰۰ به ۹۵۰۰ افزایش یابد. دور در دقیقه نسل جدیدی از رزمناوهای کاوازاکی، "CSR" معرفی شد.

### ۱۹۸۲ زد ۶۵۰/کا زد ۶۵۰
تغییرات شامل کربوهیدرات‌های جدید CV، ارتقاء کلاچ، تغییرات داخلی چنگال، تابلو برق جدید، چراغ عقب و کمک فنرهای مختلف عقب بود.

### ۱۹۸۳ زد ۶۵۰/کا زد ۶۵۰
برخی به روز رسانی‌های جزئی از جمله پیستون‌های جدید با چهار حلقه و تغییرات در سر سیلندر و پوشش. پس از سال ۱۹۸۳ کا زد ۶۵۰ توسط مدل‌های جی پی زد پیشی گرفت. 